# Roman Kirn
Roman Kirn, slovenski diplomat, * 1952, Trbovlje
Kirn je nekdanji veleposlanik Republike Slovenije v Združenih državah Amerike in na Nizozemskem. V času 13. vlade Republike Slovenije je bil svetovalec za zunanjo politiko v kabinetu Marjana Šarca. Položaj je predčasno zapustil marca 2019.